# Dust (filme de 1985)
Dust é um filme de drama belgo-francês de 1985 dirigido e coescrito por Marion Hänsel, baseado no romance In the Heart of the Country, de J. M. Coetzee.

## Elenco
- Jane Birkin
- Trevor Howard
- John Matshikiza
- Nadine Uwampa